# Sicardo de Cremona
Sicardo de Cremona (en latín: Sicardus Cremonensis; 1155 – 1215) fue un eclesiástico, historiador y escritor italiano.
Pertenecía a una familia cremonense, seguramente a los Casalaschi. Estudió Derecho en Bolonia y en Maguncia. De vuelta en Cremona, fue nombrado subdiácono en 1183) y obispo de Cremona en 1185 (Sichardi episcopi Cremonensis).
El 18 de abril de 1188 colocó la primera piedra de un nuevo castillo cuya finalidad era defender Cremona. Esta fortificación (el Castrum Leonis) dará lugar a la población actual de Castelleone (provincia de Cremona).
Promovió la canonización del mercader cremonense Homobono, quien murió en 1197 y sólo dos años después fue canonizado por el papa Inocencio III, el 13 de enero de 1199. Homobono se convirtió así en el primer santo laico de la historia.
En 1203 acompañó al legado pontificio (el cardenal Pedro de Capua) a Oriente durante la Cuarta Cruzada y residió en Constantinopla. Regresó a Cremona en 1205, donde apoyó a Federico II Hohenstaufen contra Otón IV del Sacro Imperio Romano Germánico.
Sicardo murió en Cremona en 1215.

## Obras
- Chronica Universalis (1213): Es una historia universal, desde la creación del mundo hasta 1213. Es una de las fuentes fundamentales citadas por el historiador franciscano Salimbene di Adam en su Chronica.
- Summa Canonum (Maguncia, 1179-1181): digesto de Derecho canónico.
- Apologia Sichardi: apologética contra sus detractores.
- Mitrale (en nueve volúmenes): sobre liturgia.